# Gaetano D'Amico
Gaetano D'Amico (Mede, 18 aprile 1962) è un attore italiano.

## Biografia
Nato a Mede, in provincia di Pavia, dopo essersi diplomato nel 1988 all'Accademia teatrale Paolo Grassi di Milano, lavora in teatro tra gli altri con Aldo Trionfo, Massimo Castri, Carlo Cecchi, Heiner Müller e Franco Branciaroli.
Interprete in spot pubblicitari, doppiatore e attore, dal 2000 inizia a lavorare anche per la televisione, entrando nel cast di soap opera e fiction TV come Vivere, nella quale interpreta il ruolo del commissario Mariotti, CentoVetrine, Sottocasa, Carabinieri, Un posto al sole, La nuova squadra, nella quale è Carlo Ricci, il marito del dirigente al comando del Commissariato Spaccanapoli.
Nel 2008 ha prestato il volto alla campagna Io bloggo per il Darfur, organizzata dalla ONLUS Italian for Darfur, con gli scatti di Alessandro Branca.
Nel 2022 ha scritto e portato in tournée la pièce teatrale Nel mezzo, ispirata da Il visconte dimezzato di Italo Calvino e dalla vicenda personale di malattia che lo ha coinvolto.